# André Piters
André Piters (18 de janeiro de 1931 - 23 de outubro de 2014) foi um jogador de futebol belga que jogou como atacante.

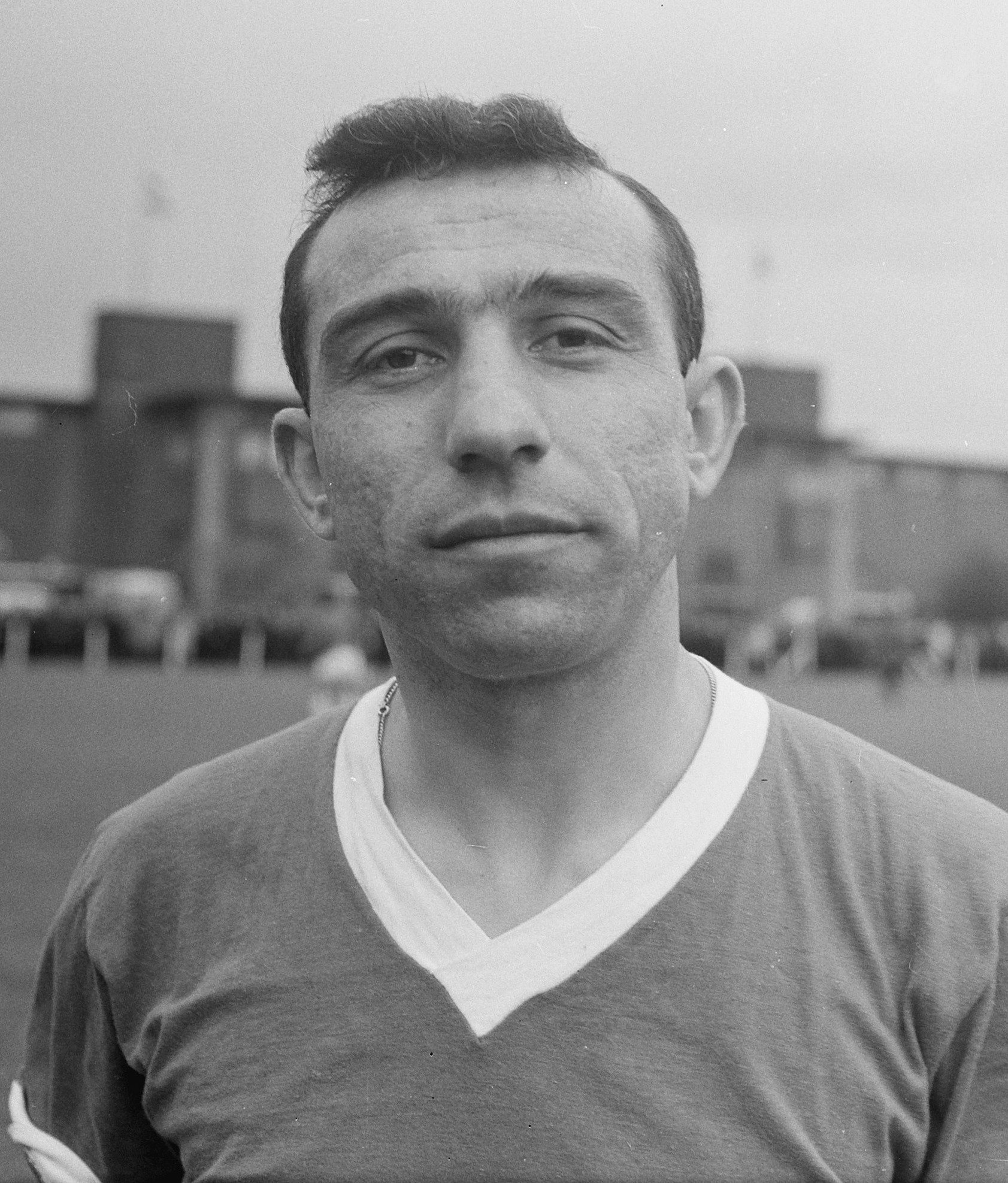
Piters em 1965.